# 1-Butin
| 1-Butin |                              |
| szerkezeti képlet                                                                                               |                              |
| egyszerűsített szerkezeti képlet                                                                                |                              |
| kalotta-modell                                                                                                  |                              |
| IUPAC-név | but-1-in                     |
| Más nevek | 1-butin, etilacetilén        |
| Kémiai azonosítók                                                                                               |                              |
| CAS-szám | 107-00-6                     |
| PubChem | 7846                         |
| ChemSpider | 7558                         |
| EINECS-szám | 203-451-3                    |
| ChEBI | 48087                        |
| SMILES | CC#CC                        |
| InChIKey | KDKYADYSIPSCCQ-UHFFFAOYSA-N  |
| Beilstein | 1304439                      |
| UNII | A6B47CPN6W                   |
| Kémiai és fizikai tulajdonságok                                                                                 |                              |
| Kémiai képlet                                                                                                   | C4H6                         |
| Moláris tömeg                                                                                                   | 54,091 g/mol                 |
| Sűrűség | 0,6783 g cm−3                |
| Olvadáspont | −125,7 °C                    |
| Forráspont | 8,08 °C                      |
| Veszélyek |                              |
| EU osztályozás                                                                                                  | Fokozottan tűzveszélyes (F+) |
| R mondatok | R12                          |
| S mondatok | S9, S16, S33                 |
| Ha másként nem jelöljük, az adatok az anyag standardállapotára (100 kPa) és 25 °C-os hőmérsékletre vonatkoznak. |                              |

Az 1-butin, más néven but-1-in, etilacetilén, etiletin vagy UN 2452 rendkívül gyúlékony és reakcióképes, az alkinek közé tartozó szerves vegyület, képlete C4H6. Színtelen gáz, szerves vegyületek szintézise során használják.

## Lásd még
- butadién
- ciklobutén
- 2-butin

## Fordítás
Ez a szócikk részben vagy egészben a Ethylacetylene című angol Wikipédia-szócikk ezen változatának fordításán alapul.  Az eredeti cikk szerkesztőit annak laptörténete sorolja fel. Ez a jelzés csupán a megfogalmazás eredetét és a szerzői jogokat jelzi, nem szolgál a cikkben szereplő információk forrásmegjelöléseként.